# Hinges
Hinges ist eine französische Gemeinde mit 2450 Einwohnern (Stand: 1. Januar 2022) im Département Pas-de-Calais in der Region Hauts-de-France. Sie gehört zum Arrondissement Béthune, zum Kanton Beuvry und zum Gemeindeverband Béthune-Bruay, Artois-Lys Romane.

## Geographie
Die Gemeinde Hinges liegt im Nordosten des Artois am Aire-La-Bassée-Kanal, vier Kilometer nordnordwestlich von Béthune. Umgeben wird Hinges von den Nachbargemeinden Calonne-sur-la-Lys im Norden, Lestrem im Nordosten, Locon im Osten, Annezin im Südosten und Süden, Vendin-lès-Béthune im Süden und Südwesten, Gonnehem im Westen sowie Mont-Bernanchon im Nordwesten.

## Geschichte
Das Massaker von Le Paradis fand im April 1940 an der nordöstlichen Grenze der Gemeinde statt.

## Bevölkerungsentwicklung
| Jahr                       | 1962 | 1968 | 1975 | 1982 | 1990 | 1999 | 2006 | 2012 | 2022 |
| -------------------------- | ---- | ---- | ---- | ---- | ---- | ---- | ---- | ---- | ---- |
| Einwohner                  | 1259 | 1320 | 1365 | 1542 | 1856 | 2003 | 2154 | 2291 | 2450 |
| Quellen: Cassini und INSEE |      |      |      |      |      |      |      |      |      |

## Sehenswürdigkeiten
- Kirche Sainte-Marguerite, wieder errichtet nach dem Ersten Weltkrieg
- zwei Wassertürme
- zwei britische Militärfriedhöfe in Hinges und der Ortschaft Le Vertannoy

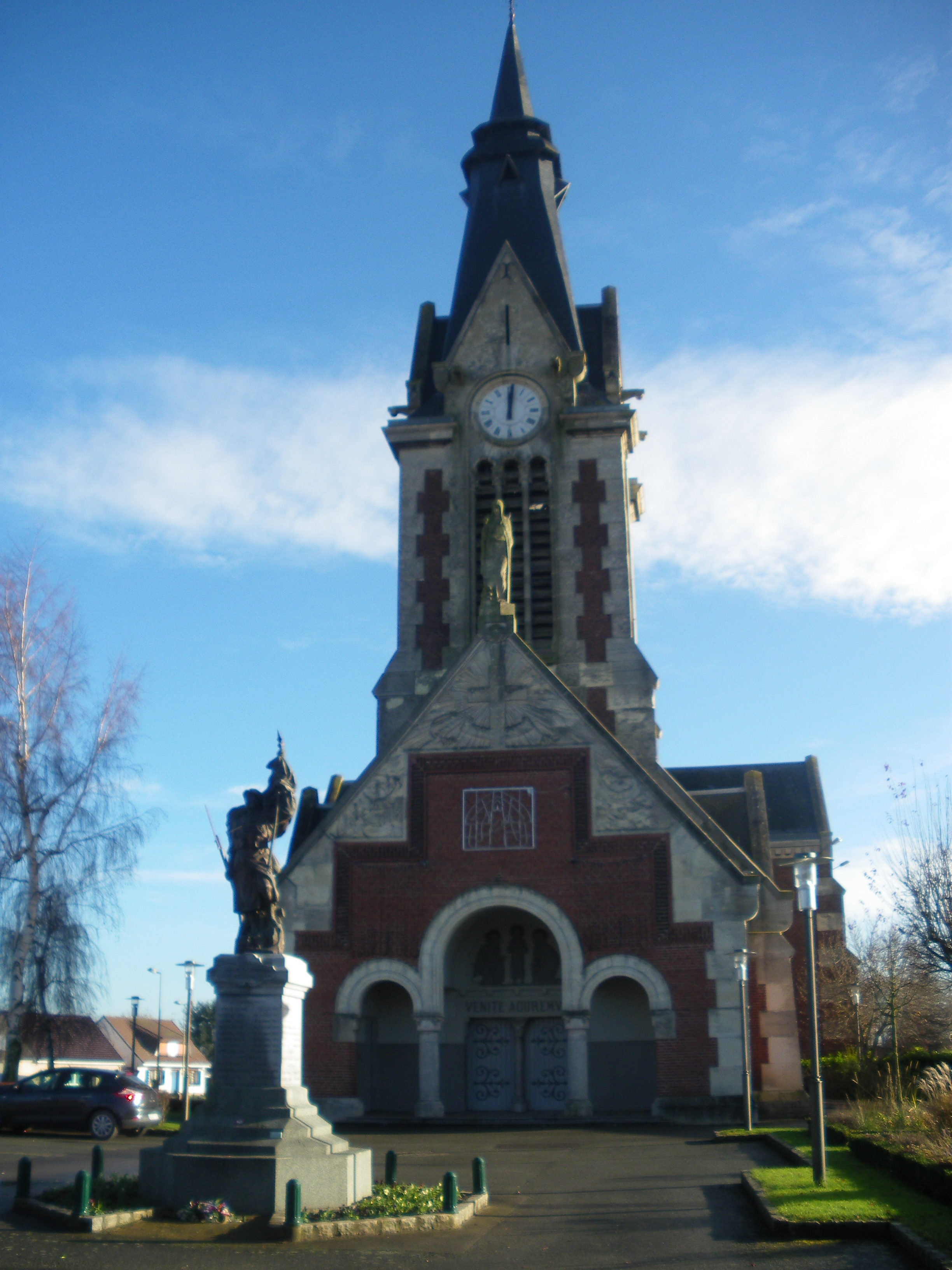
Kirche Sainte-Marguerite245
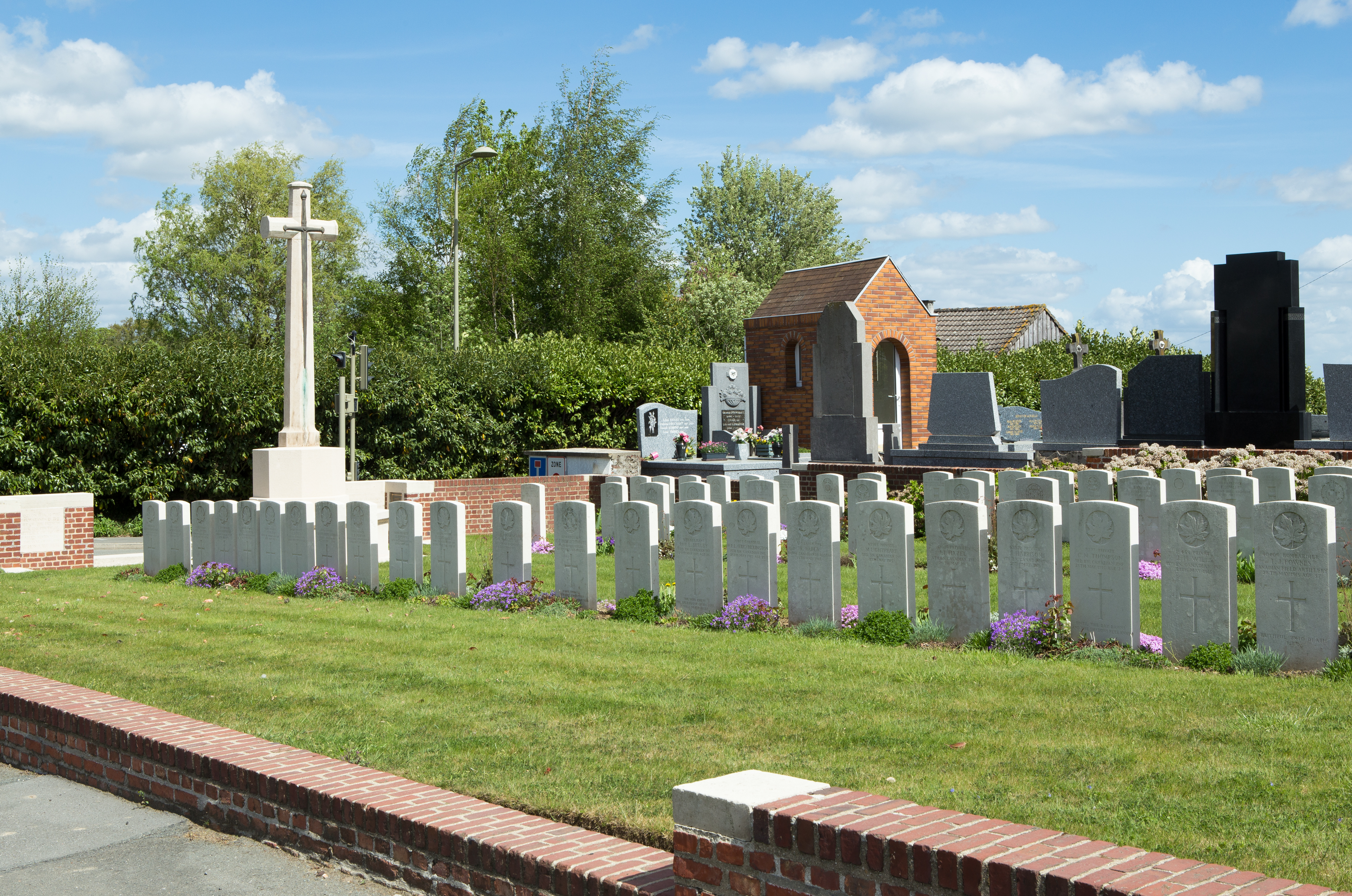
Hinges Military Cemetery
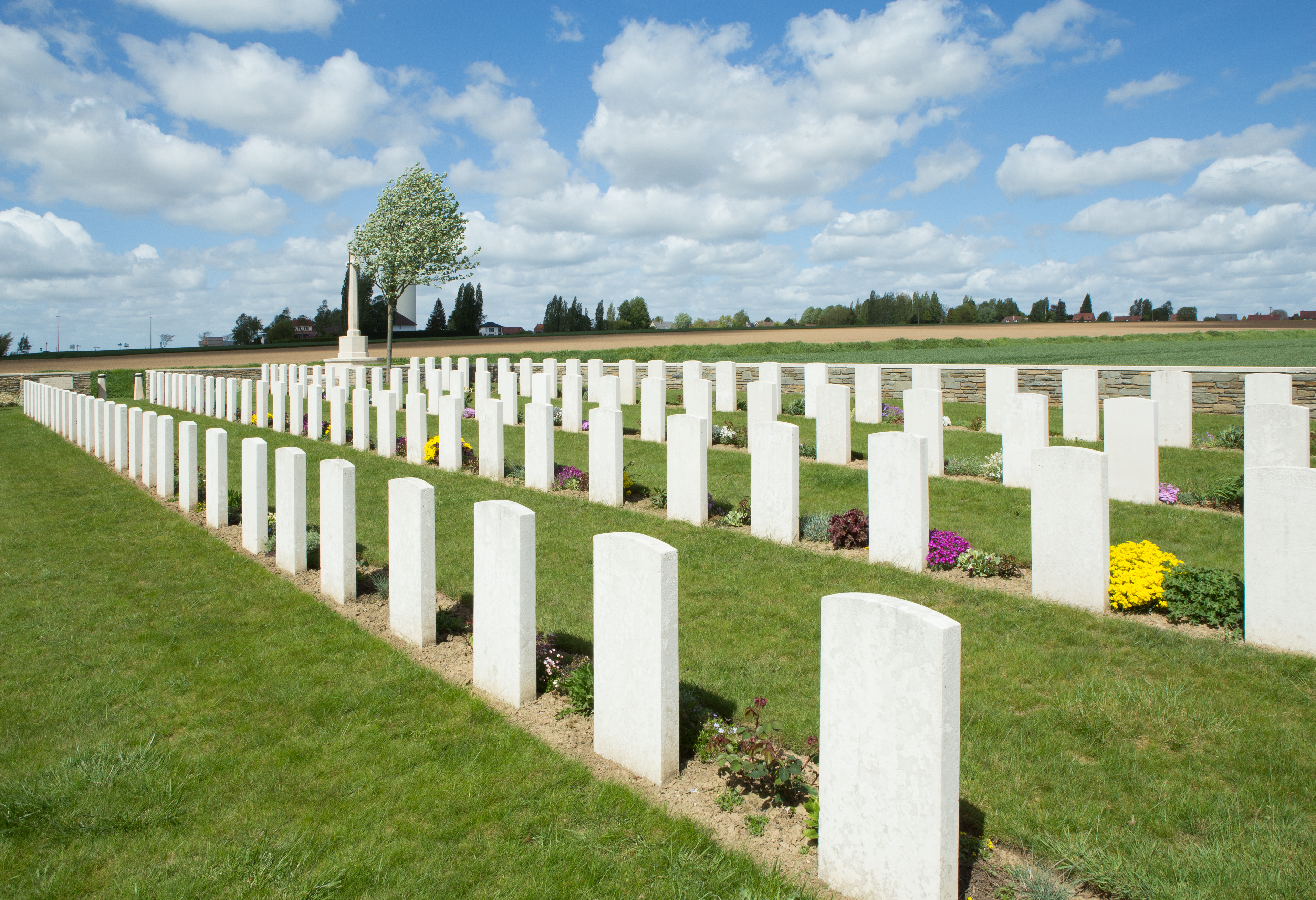
Le Vertannoy British Cemetery

## Persönlichkeiten
- Philippe Debureau (* 1960), Handballspieler